# Leptomorphus subcaeruleus
Leptomorphus subcaeruleus är en tvåvingeart som beskrevs av Daniel William Coquillett 1901. Leptomorphus subcaeruleus ingår i släktet Leptomorphus och familjen svampmyggor. Inga underarter finns listade i Catalogue of Life.